# تیم ملی فوتبال زنان نپال
تیم ملی فوتبال زنان نپال (انگلیسی: Nepal women's national football team) نماینده فوتبال زنان این کشور در رده ملی است و تحت نظارت فدراسیون فوتبال نپال قرار دارد.